# Passiflora phaeocaula
Passiflora phaeocaula är en passionsblomsväxtart som beskrevs av Ellsworth Paine Killip. Passiflora phaeocaula ingår i släktet passionsblommor, och familjen passionsblomsväxter. Inga underarter finns listade i Catalogue of Life.